# Carlo Vincenzo Maria Ferrero Thaon
Carlo Vincenzo Maria Ferrero Thaon (Nizza, 11 aprile 1682 – Vercelli, 9 dicembre 1742) è stato un cardinale e vescovo cattolico italiano.

## La famiglia: da Mondovì a Nizza
Carlo Vincenzo Maria Ferrero Thaon nacque a Nizza l'11 aprile 1682, dal ramo nizzardo d'una famiglia del patriziato di Mondovì.
Leandro I Ferrero si era trasferito da Mondovì a Nizza alla fine del Cinquecento, divenendo membro del Senato di Nizza. Suo figlio Carlo ne aveva seguito le orme, divenendo senatore nel 1625 e presidente nel 1641. Dalla moglie Ludovica Vivalda, sposata nel 1606, Carlo ebbe cinque figli, tre dei quali entrarono nella feudalità dando origine a tre linee diverse dei Ferrero:
1) Leandro II Ferrero, prefetto sabaudo di Barcellonette,  acquistò il feudo di Sauze, dando così origine alla linea dei Ferrero di Sauze; questa linea restò a Nizza.
2) Girolamo Marcello Ferrero (1619-1695), fece ritorno a Mondovì, acquistando nel 1659 il feudo di Roasio e dando origine alla linea dei Ferrero di Roasio (suo nipote fu il marchese Carlo Vincenzo Ferrero d'Ormea, 1680-1745)
3) Giovan Battista Ferrero (1640-1726) passò al servizio di Luigi XIV che lo creò marchese di Saint Laurent e lo nominò cavaliere dell'Ordine di san Luigi (si firmava St.Laurent de Ferrero).
Da Leandro II e dalla moglie Anna Caterina Làscaris di Ventimiglia nacque Bartolomeo Ferrero di Sauze, che sposò Caterina Thaon. Da questo matrimonio nacquero Carlo Francesco (1680-1745), sindaco di Nizza negli anni Venti del Settecento, e Carlo Vincenzo. Sia Carlo Francesco sia Carlo Vincenzo si firmavano Ferrero Thaon di Sauze.
Destinato, in quanto cadetto, alla carriera ecclesiastica, Carlo Vincenzo entrò nell'ordine domenicano il 15 maggio 1705.

## La formazione
Ordinato sacerdote nel 1705, studiò a Genova insegnando poi nei principali conventi domenicani della Provincia di Lombardia, in particolare a Genova, dove si fermò due anni come «lettore primario».  Laureatosi in teologia, nel 1723 ottenne il grado di «maestro».  Grazie agli uffici del cugino Carlo Vincenzo Ferrero d'Ormea, Generale delle Finanze di Vittorio Amedeo II dal 1717, Carlo Vincenzo Ferrero fu nominato docente di teologia scolastica all'Università di Torino, dove insegnò per quattro anni, sino al 1727.

## La carriera
Fra 1724 e 1730 Carlo Vincenzo Ferrero d'Ormea fu incaricato di importanti missioni a Roma presso papa Benedetto XIII per riportare alla normalità i rapporti fra lo Stato Sabaudo e lo Stato della Chiesa. La stipula del concordato del 1727 permise la nomina di nuovi vescovi alle sedi da tempo vacanti. Il marchese d'Ormea ottenne da Vittorio Amedeo II la nomina di Carlo Vincenzo alla Diocesi di Alessandria il 30 luglio 1727. Il papa, inoltre, concesse al re di Sardegna la nomina di un cardinale di corona. Dopo diverse esitazioni, la scelta del re cadde su mons. Carlo Vincenzo, che il 6 luglio 1729 venne proclamato cardinale. Dal dicembre 1729 al dicembre 1730 Ferrero si trattenne a Roma, prima per ricevere la berretta da Benedetto XIII, il 22 dicembre 1729, e poi per partecipare al conclave successivo alla morte di questi. Nel frattempo il 23 dicembre di quello stesso 1729 fu trasferito alla Diocesi di Vercelli.
Morì a Vercelli il 9 dicembre 1742 all'età di 60 anni, venendo sepolto nella cattedrale cittadina.

## Genealogia episcopale
La genealogia episcopale è:
- Cardinale Scipione Rebiba
- Cardinale Giulio Antonio Santori
- Cardinale Girolamo Bernerio, O.P.
- Arcivescovo Galeazzo Sanvitale
- Cardinale Ludovico Ludovisi
- Cardinale Luigi Caetani
- Cardinale Ulderico Carpegna
- Cardinale Paluzzo Paluzzi Altieri degli Albertoni
- Papa Benedetto XIII
- Cardinale Carlo Vincenzo Maria Ferrero Thaon, O.P.